# Armen Chakmakian
Armen Chakmakian (Glendale, 11 febbraio 1966) è un musicista, compositore e produttore discografico statunitense.

## Biografia
Statunitense di origine armena, per cinque anni fu tastierista per il gruppo degli Shadowfax, con i quali vinse un Grammy; il loro CD del 1992 "Esperanto" fu nominato per il Grammy Award come miglior album di New Age. Chakmakian ha pubblicato due album solisti per la sua etichetta TruArt Records: "Ceremonies" (1998) e "Caravans" (2004). Due brani da Ceremonies, Gypsy Rain e Distant Lands, sono anche apparsi sui CD della compilation "Buddha Bar".
Nei suoi album sono presenti anche John Bilezikjian e J̌ivan Gasparyan.
Egli continua a comporre, a tenere concerti e a produrre altri artisti. Nel 2006 Armen ha tenuto una tournée in Sud America con lo show  Saltimbanco del Cirque du Soleil.

## Discografia

### Album
- 1998 - Ceremonies (TruArt Records)
- 2004 - Caravans (TruArt Records)

### Apparizioni in altre compilation
- 1999 – Buddha-Bar (Mercury Records, CD), con Gypsy Rain
- 1990 – Buddha-Bar IV (CD), con Distant Lands